# Aliens in the Attic
Aliens in the Attic (voorheen genaamd They Came from Upstairs) is een film uit 2009 onder regie van John Schultz.

## Verhaal
De gezinsleden van de familie Pearson leiden allen een druk leventje. Ze besluiten er even tussenuit te gaan en plannen een vakantie in hun huisje in Maine. Eenmaal aangekomen in het in de steek gelaten bouwval, ontdekken ze dat ze niet de enige inwonenden zijn. De jongste dochter Hannah ontmoet een vriendelijke alien en kan haar ogen niet geloven. Deze alien heet Sparky, een 204-jarige Zirkonian die geaccepteerd wil worden door zijn vrienden, zonder kwaadaardige daden te hoeven verrichten. Zijn mede-aliens zijn echter niet zo beleefd als hij. Bethany en de andere gezinsleden beseffen al snel dat ze de aliens moeten tegenhouden voordat zij de aarde overnemen.

## Rolverdeling
| Acteur              | Personage            |
| ------------------- | -------------------- |
| Ashley Tisdale      | Bethany Pearson      |
| Robert Hoffman      | Ricky                |
| Carter Jenkins      | Tom Pearson          |
| Kevin Nealon        | Stuart Pearson       |
| Gillian Vigman      | Nina Pearson         |
| Regan Young         | Lee                  |
| Doris Roberts       | Oma                  |
| Tim Meadows         | Doug Armstrong       |
| Ashley Boettcher    | Hannah Pearson       |
| Henri Young         | Art                  |
| Austin Butler       | Jake                 |
| Andy Richter        | Uncle Nathan Pearson |
| Malese Jow          | Julie                |
| J. K. Simmons       | Skip                 |
| Kari Wahlgren       | Razor                |
| Josh Peck           | Sparks               |
| Thomas Haden Church | Tazer                |
| Maggie VandenBerghe | Annie Filkins        |
| Megan Parker        | Brooke               |

## Achtergrond
De filmstudio 20th Century Fox had al voor een lange tijd plannen te maken de film te maken, voordat deze ook daadwerkelijk werd opgenomen. In maart 2006 werd schrijver Mark Burton een bedrag van ongeveer $2 miljoen voor de rechten van het script. In januari 2007 werd Thor Freudenthal aangewezen als de regisseur van de film. Volgens schema zouden de opnamen beginnen in mei 2007. Hij werd later vervangen door John Schultz. Daarnaast werden de opnames verschoven naar een later tijdstip, omdat er in mei 2007 nog steeds geen acteurs in de rol waren gekozen.
Hoewel Robert Hoffman, Carter Jenkins, Austin Butler, Ashley Tisdale en Henri en Regan Young toen al geselecteerd waren, werden de rollen voornamelijk in januari 2008 verdeeld. Tisdale werd op 10 januari aangekondigd als de hoofdrolspeelster. Ze werd op 21 januari gevolgd door Tim Meadows en Gillian Vigman en op 29 januari door Kevin Nealon. De opnamen vonden tussen januari en mei 2008 plaats. In oktober 2008 werd de trailer uitgebracht.